# Фролькис, Владимир Вениаминович
Владимир Вениаминович Фролькис (27 января 1924, Житомир — 2 октября 1999, Киев) — советский учёный в области современной геронтологии и возрастной физиологии, академик Академии медицинских наук Украины, академик НАН Украины, член Нью-Йоркской академии наук, доктор медицинских наук, профессор, Заслуженный деятель науки и техники Украины, вице-президент АМН Украины, заведующий лабораторией физиологии Института геронтологии АМН Украины.

## Биография
Родился 27 января 1924 года в Житомире. Участник Великой Отечественной войны.
В 1945 году окончил Военно-медицинскую академию им. С. М. Кирова в Ленинграде. По рекомендации начальника кафедры физиологии ВМА Леона Орбели был принят в аспирантуру на кафедру физиологии Киевского медицинского института, руководимую Георгием Фольбортом. В 1950 году защищает кандидатскую диссертацию «К изучению процессов утомления и восстановления сердца» и остается на кафедре физиологии — сначала ассистентом, затем с 1953 года доцентом. В 1958 году защищает докторскую диссертацию «Физиологическая характеристика рефлексов на сердечно-сосудистую систему» и издает монографию «Рефлекторная регуляция деятельности сердечно-сосудистой системы». В этот период внимание исследователя сосредоточено на физиологии и экспериментальной патологии кровообращения. Он дал развернутую характеристику рефлекторной регуляции сердца и сосудов, выдвинул и обосновал концепцию гемодинамического центра, что представляет собой, по его мнению, созвездие центральных нервных структур, которые включают и сосудодвигательный центр, регулируют кровообращение при различных состояниях организма, и ответственного за гемодинамическое обеспечение поведенческих, эмоциональных и других сложнорефлекторных реакций организма. Им установлены закономерности взаимодействия узлов автоматизма в сердце, исследованы механизмы возникновения аритмий, в регуляции коронарного кровотока, детально проанализированы функциональные и метаболические нарушения при экспериментальном инфаркте миокарда.
В 1958 году в Киеве создается Институт геронтологии и экспериментальной патологии АМН СССР. Его возглавил академик Н. М. Горев, который пригласил молодого ученого, 34-летнего В. В. Фролькиса руководить лабораторией физиологии вновь организованного института. В ней учёный работал до конца жизни.
Умер 2 октября 1999 года. Похоронен в Киеве на Байковом кладбище (участок № 10).

## Научная работа
Основное направление работ — изучение механизмов старения, возрастной патологии; поиск средств продления жизни. Им разработана адаптационно-регуляторная теория старения, предложено представление о процессах антистарения (витаукт), гипотеза о генно-регуляторном механизме развития возрастной патологии и разработана концепция генно-регуляторной терапии, проанализированы нейро-гуморальные и мембранные изменения в процессе старения; открыт новый класс внутриклеточных регуляторов (инверторы); созданы новые подходы к экспериментальному продлению жизни.
Автор около 700 научных трудов, из них 25 монографий, 13 учебных пособий, изданных в разных странах мира. Создал крупнейшую геронтологическую научную школу. Подготовил 37 докторов и 63 кандидатов наук.
Основные научные труды:
- «Aging and life-prolonging processes» (1982);
- «Life span сделки» (1991);
- «Старение, эволюция и продление жизни»(1993);
- «Старение и экспериментальная возрастная патология сердечно-сосудистой системы» (1994);
- «Aging исследований cardiovascular system. Physiology and pathology» (1996).

## Награды и память
Награждён:
- Международными премиями имени Ф. Верцара, Международной Ассоциации геронтологов; премиями имени академика А. А. Богомольца (1971), Государственной премией УССР в области науки и техники (1978), премией имени. И. Мечникова НАН Украины (1995).
- Орденом Отечественной войны 2 степени и 7 медалями Советского Союза, Отличием Президента Украины, Орденами Ярослава Мудрого V и IV степеней.

Был почетным членом обществ геронтологов Болгарии, Венгрии, Германии, Чехословакии, членом редколлегий семи журналов, членом правлений научных обществ физиологов, геронтологов, членом Международного парламента гуманитариев (1992-1999).
27 января 2004 года на фасаде здания Института геронтологии АМН Украины в Киеве по адресу, Вышгородская улица, 67 установлена мемориальная доска.